# Бере (Чад)
Бере (фр. Béré) — город и супрефектура в Чаде, расположенный на территории региона Танджиле. Входит в состав департамента Западное Танджиле.

## География
Город находится в юго-западной части Чада, к западу от реки Логон, к востоку от реки Танджиле, на расстоянии приблизительно 325 километров к юго-юго-востоку (SSE) от столицы страны Нджамены. Абсолютная высота — 508 метров над уровнем моря.

## Климат
Климат города характеризуется как тропический, с сухой зимой и дождливым летом (Aw в классификации климатов Кёппена). Среднегодовая температура воздуха составляет 27,7 °C. Средняя температура самого холодного месяца (января) составляет 25,5 °С, самого жаркого месяца (апреля) — 31,6 °С. Расчётная многолетняя норма осадков — 976 мм. В течение года количество осадков распределено неравномерно, основная их масса выпадает в период с апреля по октябрь. Наибольшее количество осадков выпадает в августе (273 мм).

## Население
По данным официальной переписи 2009 года численность населения Бере составляла 63 870 человек (30 060 мужчин и 33 810 женщин). Население супрефектуры по возрастному диапазону распределилось следующим образом: 51,9 % — жители младше 15 лет, 44,6 % — между 15 и 59 годами и 3,5 % — в возрасте 60 лет и старше.

## Транспорт
Ближайший аэропорт расположен в городе Лаи.